# Ganghofermuseum

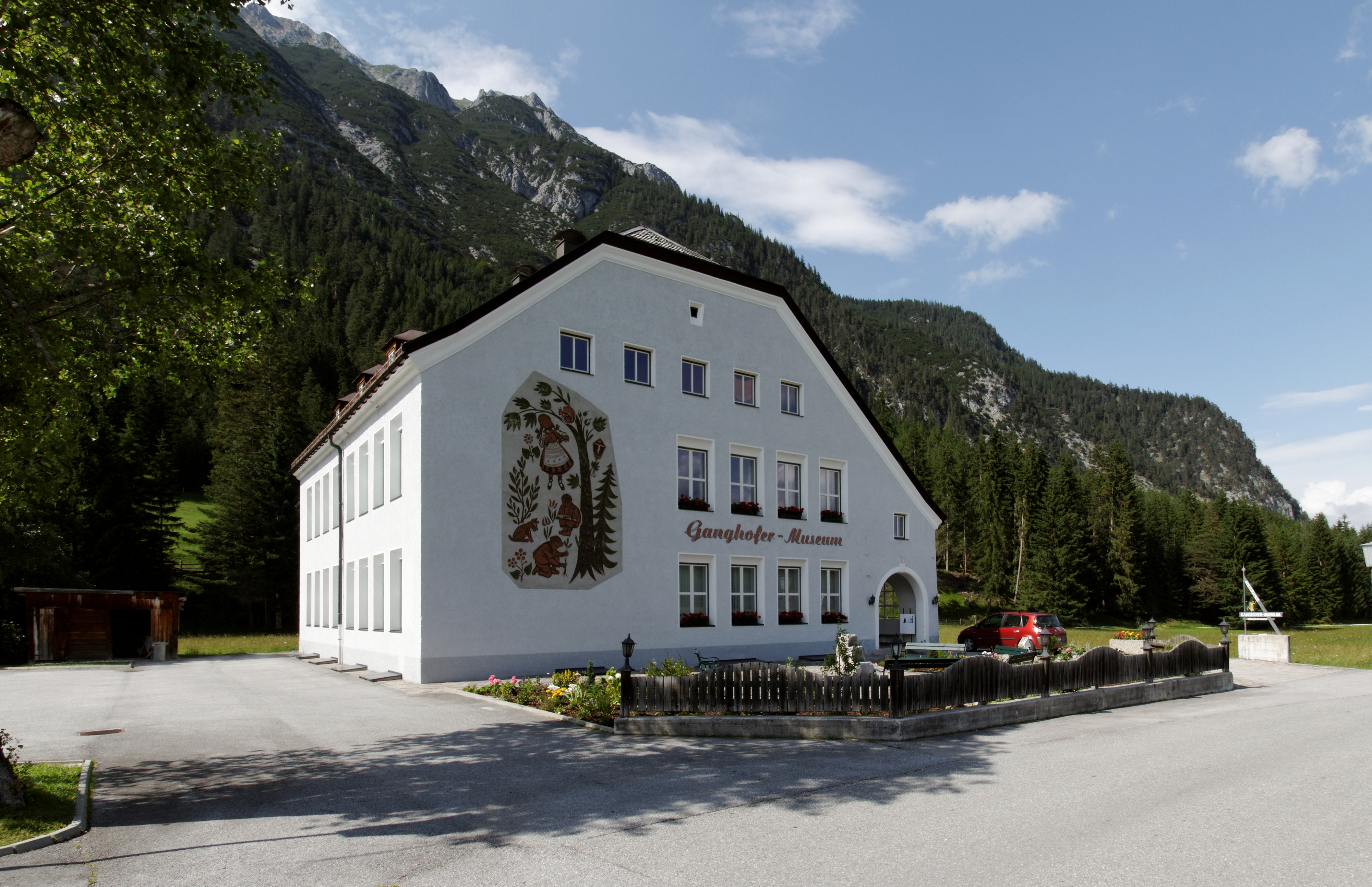
Kirchplatzl Ganghofermuseum

Das Ganghofermuseum in Leutasch-Kirchplatzl dokumentiert Leben und Werk des Volksschriftstellers Ludwig Ganghofer, die Leutascher Dorfgeschichte und das dortige Jagdleben.
Ludwig Ganghofer verbrachte beinahe zwanzig Jahre in seinem Jagdhaus „Hubertus“ im Gaistal in Leutasch und verfasste dort einen großen Teil seiner Werke, darunter sein bekanntestes, den Roman Das Schweigen im Walde. Ganghofers Jagdhaus war ein beliebter Treffpunkt der Münchner Künstlerprominenz um 1900: Ernst von Wolzogen, Hugo von Hofmannsthal, Richard Strauss, der Dirigent Bruno Walter, der Sänger Leo Slezak, die Maler Franz von Stuck, Friedrich August von Kaulbach, Franz Defregger, Mathias Schmid, Hugo Engl und Hermann Ebers waren hier neben vielen anderen berühmten Persönlichkeiten zu Gast.
1999 wurde in der ehemaligen Volksschule des Orts das Ganghofer- und Heimatmuseum eröffnet. Das Schulgebäude wurde 1949 erbaut und steht unter Denkmalschutz (Listeneintrag).

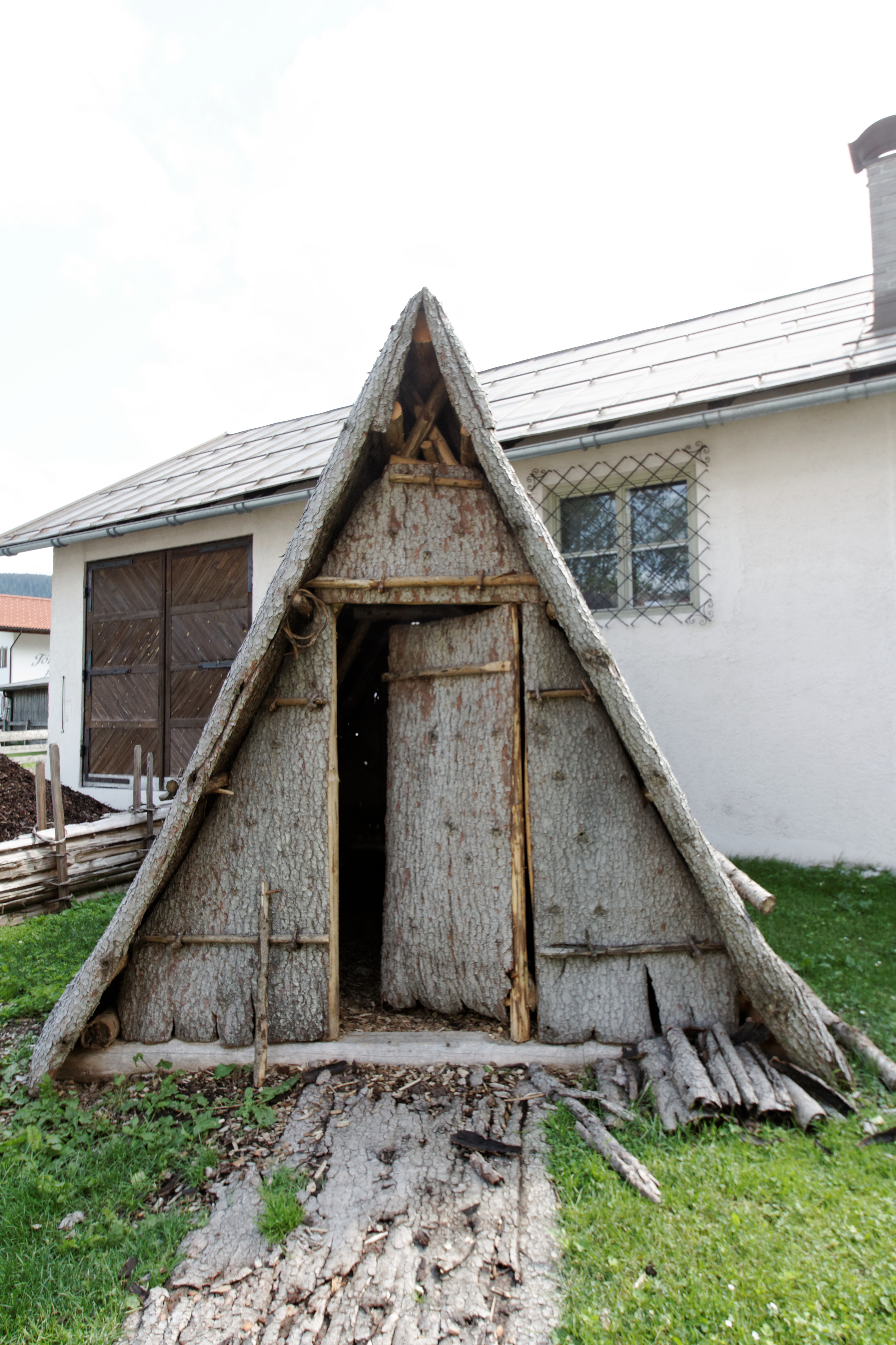
Baumrindenhaus
Ausstellungsraum